# Keisuke Funatani
Keisuke Funatani (Mie, 7 januari 1986) is een Japans voetballer.

## Carrière
Keisuke Funatani speelde tussen 2004 en 2011 voor Júbilo Iwata en Sagan Tosu. Hij tekende in 2012 bij Sagan Tosu.